# Domnus III (prawosławny patriarcha Antiochii)
Domnus III – chalcedoński patriarcha Antiochii w latach 546–561.